# Dypsis tsaravoasira
Espèce
Synonymes
- Dypsis tsaravotsira Beentje[2]

Statut de conservation UICN

 VU B2ab(iii,v); C2a(i); D1 : Vulnérable
Dypsis tsaravoasira est une espèce de palmier endémique de Madagascar.

## Répartition et habitat
Cette espèce est endémique aux forêts tropicales humides de basse altitude dans le nord-est de Madagascar. On la trouve entre 400 et 1 200 m d'altitude.